# Daniel Fässler
Daniel Fässler (Appenzell, 22 augustus 1960) is een Zwitsers politicus voor de Christendemocratische Volkspartij (CVP/PDC) uit het kanton Appenzell Innerrhoden. Hij zetelt sinds 2019 in de Kantonsraad.

## Biografie

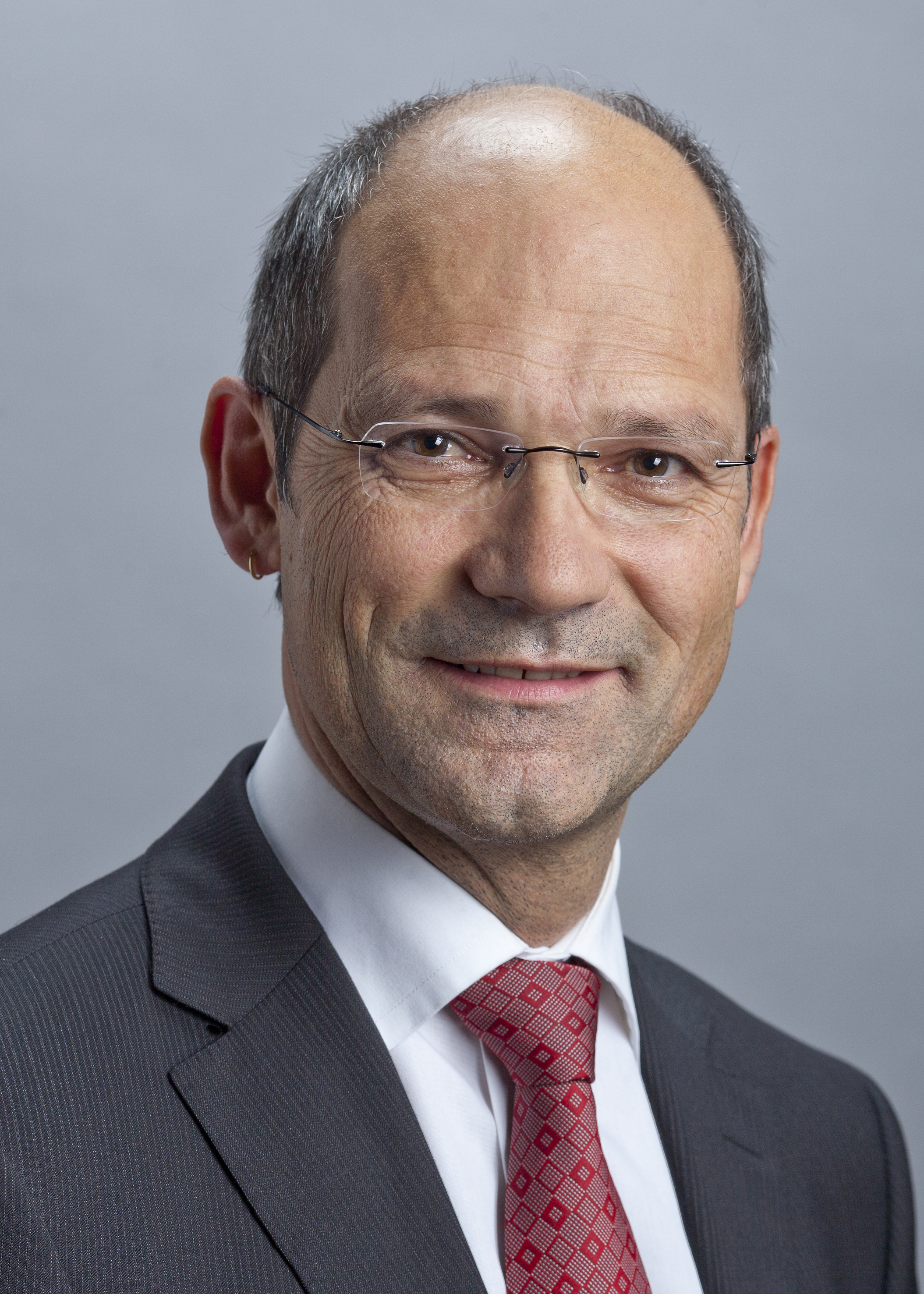
Daniel Fässler in 2007.

Daniel Fässler studeerde rechten aan de Universiteit van Bern, waar hij later ook een doctoraat zou behalen. 
Nadien werd hij advocaat in Zürich en later in Sankt Gallen. Van 1999 tot 2004 was hij rechter in het district Appenzell, om nadien van 2004 tot 2008 rechter te worden in de kantonnale rechtbank van Appenzell Innerrhoden.
In 2010 werd hij voor twee jaar tot Landammann van Appenzell Innerrhoden gekozen, waarmee hij aan het hoofd kwam van de kantonnale regering. In 2013 werd hij herverkozen als Landammann.
Bij de parlementsverkiezingen van 2011 geraakte Fässler voor de eerste maal verkozen op federaal vlak. Hij bekleedde immers tot 2019 de enige zetel van het kanton Appenzell Innerrhoden in de Nationale Raad. In 2019 geraakte hij vervolgens verkozen in de Kantonsraad.